# Давидова Євгенія Денисівна
Євгенія Денисівна Дави́дова (20 грудня 1922, Льгов — 8 червня 1993, Київ) — український мистецтвознавець; член Спілки радянських художників України з 1960 року.

## Біографія
Народилася 20 грудня 1922 року в місті Льгові (нині Курська область, Росія). 1949 року закінчила Московський державний університет, де навчалася у Михайла Алпатова
Юрія Колпінського, Віктора Лазарева; 1952 року — аспірантуру при Державній Третьяковській галереї (художній керівник Костянтин Ситник). Член КПРС.
У 1953—1954 роках обіймала посаду заступника директора Одеського музею західного мистецтва; у 1954—1955 роках — старший науковий співробітник, заступник директора Одеської картинної галереї, одночасно протягом 1953—1956 років викладала історію мистецтва в Одеському театральному училищі.
З 1956 року в Києві, де протягом 1956—1958 років працювала вченим секретарем, з 1963 року — завідувачем відділу, у 1966—1969 — заступником директора з наукової роботи Державного музею українського образотворчого мистецтва. З 1969 року — у Київській філії Всесоюзного науково-дослідного інституту технічної естетики: старший науковий співробітник, з 1974 року — завідувач відділу комплексних досліджень, з 1978 року — завідувач сектору експертизи.
Мешкала у Києві в будинку на вулиці Дашавській, № 27, квартира № 43. Померла у Києві 8 червня 1993 року.

## Наукова діяльність
Працювала в галузях мистецтвознавства та художньої критики. Серед робіт:
- «Володимир Християнович Заузе» (Київ, 1965);
- «Деякі особливості пейзажної творчості Тараса Шевченка» (Київ, 1966);
- «Українське образотворче мистецтво» (Київ, 1968; у співавторстві з Володимиром Цельтнером);
- «Українська графіка 20—30-х років» (Київ, 1969; вступна стаття до каталога);

Авторка критичних, оглядових статей з питань образотворчого мистецтва в газетах і журналах, в Українській радянській енциклопедії та інше.